# Хасо II фон Бредов
Хасо II фон Бредов (на немски: Hasso II. von Bredow; † сл. 1438) е благородник от род Бредов в Бранденбург, рицар, хауптман на Марк Бранденбург.
Той е син на Хасо I фон Бредов (* ок. 1360; † сл. 1412) и съпругата му (от ок. 1385 г.) фон Арним (* ок. 1365). Внук е на рицар и камер-майстер Петер фон Бредов (* пр. 1331; † сл. 1365) и София фон Ведел. Правнук е на Матиас фон Бредов (* пр. 1307; † сл. 1370), който 1356 г. е като кемерер в свитата на маркграфа на Бранденбург Лудвиг Римлянина, 1360/1362 г. маркграфски кухненски майстер, управител на замък, земите и град Фризак в Бранденбург, фогт на Ратенов в Бранденбург.

## Фамилия
Хасо II фон Бредов се жени ок. 1431 г. за Хедвиг фон Алвенслебен (* ок. 1410), правнучка на рицар Албрехт II фон Алвенслебен († сл. 1352), внучка на Албрехт фон Алвенслебен († сл. 1405), дъщеря на Йохан фон Алвенслебен († пр. 1427) и на Берта (* ок. 1382). Те имат пет сина:
- Ханс фон Бредов във Фризак (* ок. 1418; † сл. 28 декември 1463), женен ок. 1450 г. за Урсула фон Платен (* ок. 1430); имат син и три дъщери
- Хасо III фон Бредов (* пр. 1441; † сл. 1467), рицар, дворцов майстер; има син
- Албрехт фон Бредов (* пр. 1441; † сл. 1480); има три сина
- Гебхард (Албрехт) фон Бредов († сл. 1480); има три сина и дъщеря
- Йоахим фон Бредов († 22 май 1507), епископ на Бранденбург (1485 – 1507)